# Sołtysia Góra (Pieniny Spiskie)
Sołtysia Góra (703 m) – wzgórze w Pieninach Spiskich w miejscowości Łapsze Niżne w województwie małopolskim, w powiecie nowotarskim, w gminie Łapsze Niżne. Wysokość względna nad doliną przepływającej po jego południowej stronie Łapszanki wynosi 130 m. Sołtysia Góra wznosi się po orograficznie lewej stronie tego potoku. W dolinie pomiędzy nią a potokiem rozłożyła się miejscowość Łapsze Niżne. W północnym kierunku ciągnie się od Sołtysiej Góry grzbiet, który poprzez Ostrą Górę (792 m) i Pastwisko Wapienne wznosi się do głównej grani Pienin Spiskich. Po obydwu stronach tego grzbietu spływają do Łapszanki niewielkie potoki. Dolina potoku po zachodniej stronie grzbietu (Wąwóz Międzygóry) oddziela Sołtysią Górę od drugiego podobnego wzniesienia – Tynusiej Góry (ok. 685 m). Sołtysia Góra i Tynusia Góra są najdalej na południe wysuniętymi wzniesieniami Pienin Spiskich. Łapszanka opływa je zataczając łuk.
Sołtysia Góra jest w większości porośnięta lasem. Bezleśne są tylko jej podnóża od strony Łapsza Niżnego i dolna część stoków wschodnich i północnych. Bezleśny jest również sam wierzchołek. Dawniej była tutaj polana, obecnie zarastająca lasem.
Sołtysia Góra ma kopulasty kształt. Przez mieszkańców tych okolic takie wzniesienia nazywane były hombarkami. Są one typowe dla Pienin Spiskich i stąd też pochodzi ludowa nazwa Pienin Spiskich – Hombarki.